# Mazda Demio
Mazda Demio — субкомпактвен, що виготовлявся японським автовиробником Mazda з 1996 по 2002 рік. На деяких ринках називається Mazda 121 DW.

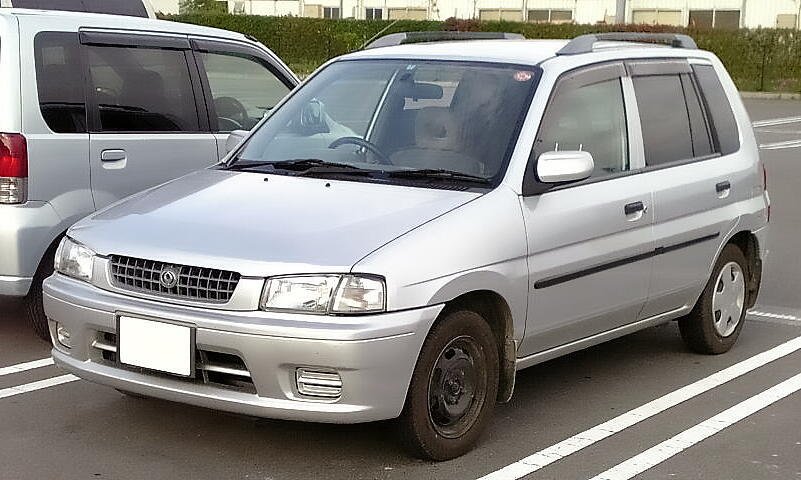
Mazda Demio (1996-1998)

## Опис

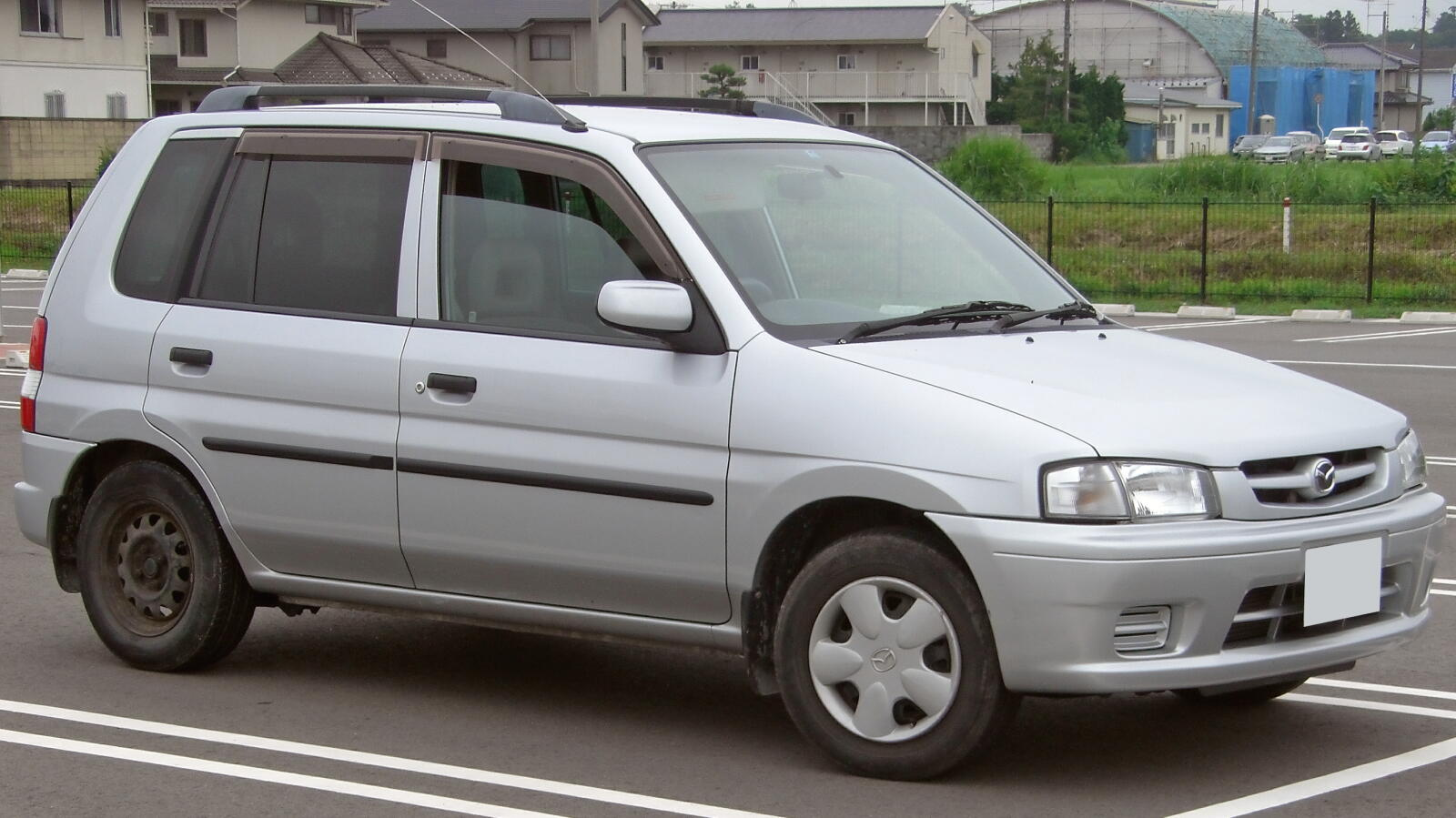
Mazda Demio (1998-2000)

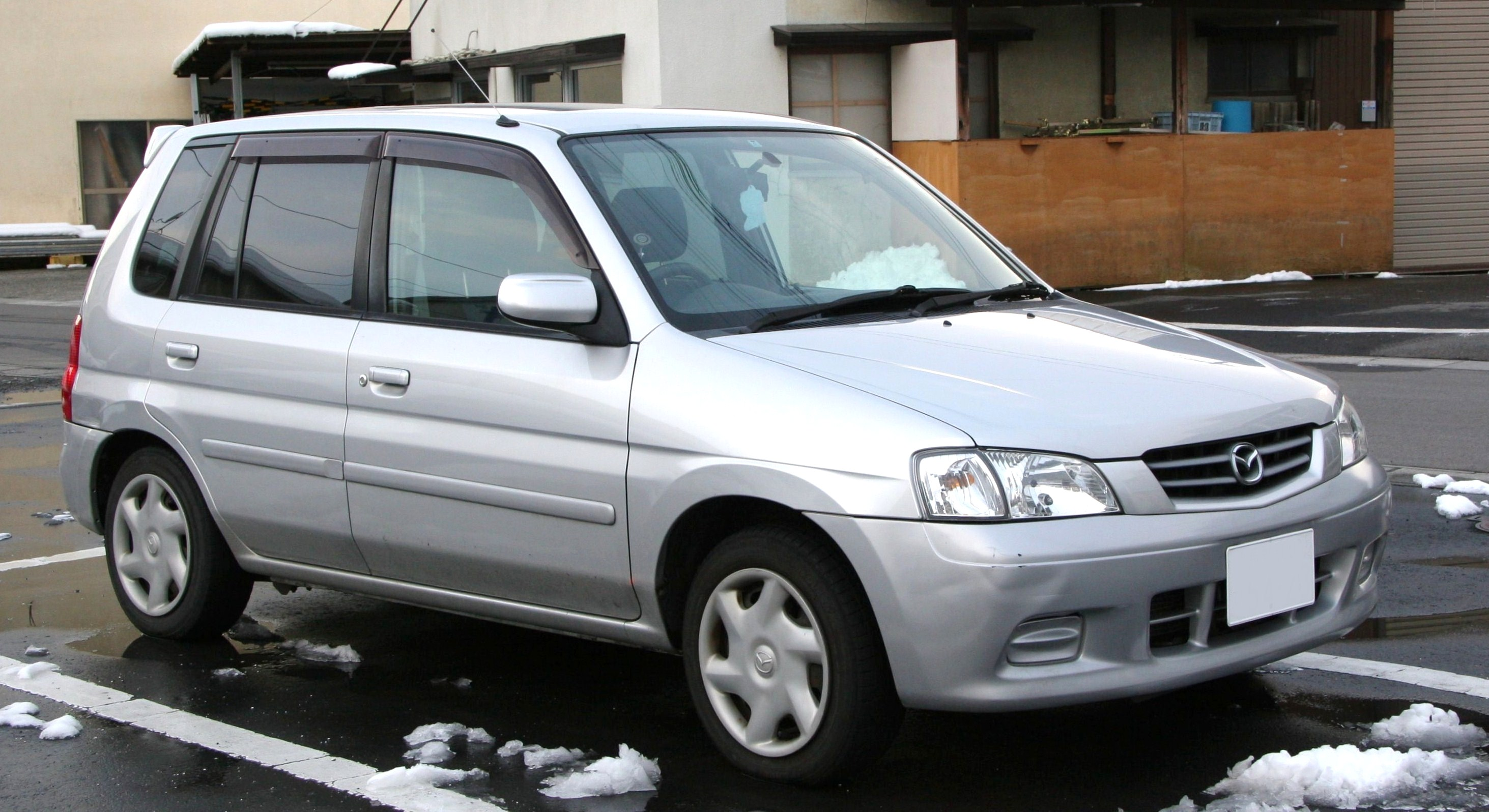
Mazda Demio (2000-2002)

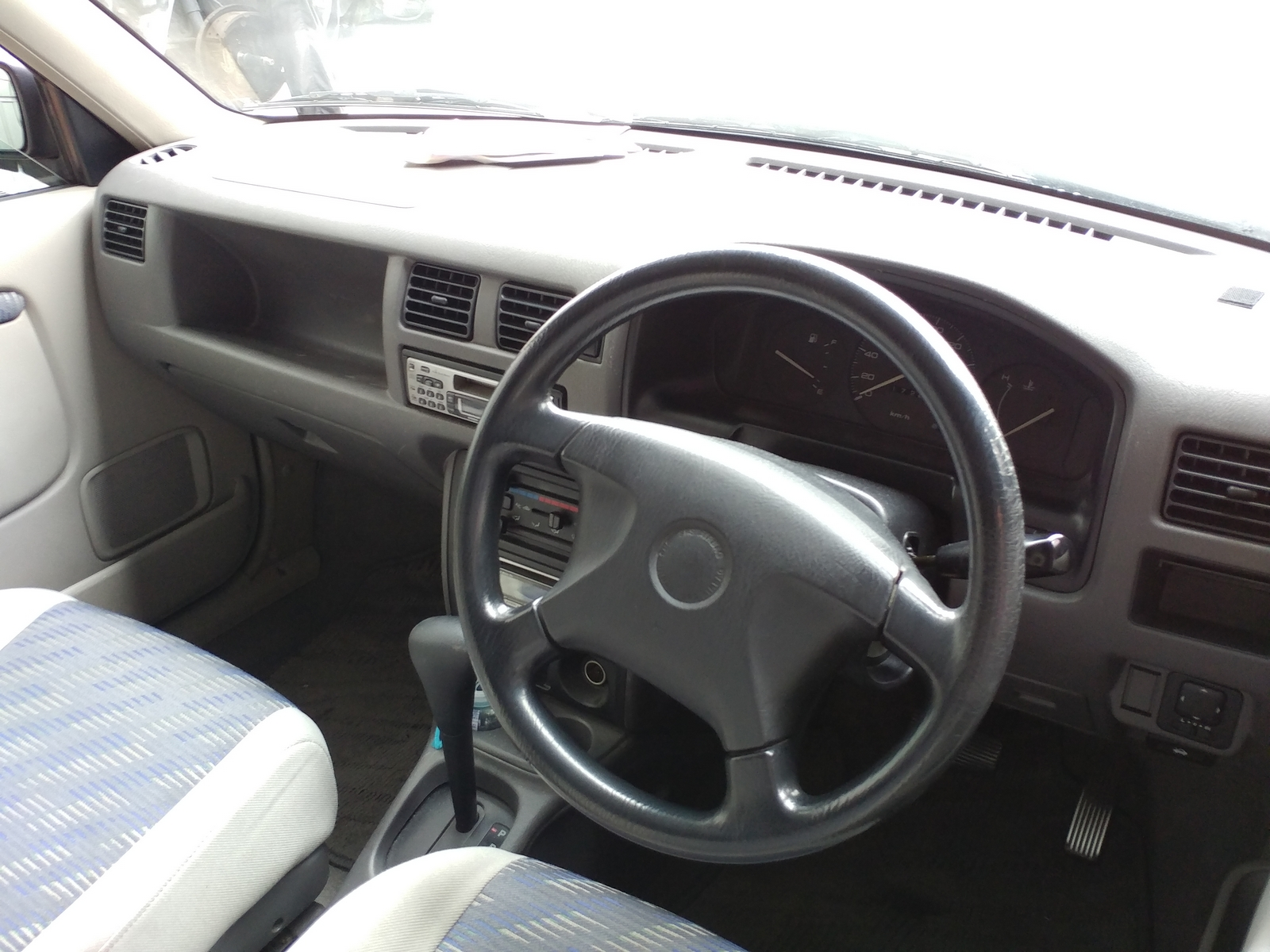

У 1995 році Mazda розробила високий хетчбек, схожий на мінівен. Нова модель під назвою Demio стала несподіваним хітом для Mazda в Японії, а також почала нинішню популярність міні-автомобілів B-сегмента або субкомпактвенів, таких як Opel Meriva, Fiat Idea і Renault Modus.
Концепт автомобіля під назвою Mazda BU-X був представлений в 1995 році.
У 1997 році в Японії автомобіль виграв нагороду RJC (Automotive Researchers 'and Journalists' Conference Car of the Year).
Виробництво Demio в Японії стартувало в липні 1996 року (на інших ринках, крім Японії та Європи він продавався як 121). Автомобіль використовував платформу Mazda DW, яка запозичена в Ford Fiesta. У 1997 році Ford випустив в Японії конкурента Demio - Ford Festiva.
У 1998 році Mazda поміняла свій логотип на сучасний, тому Demio/121 пройшов рестайлінг. Нова модель 1999 року отримала наступні оновлення: змінений екстер'єр, фільтрація повітря в салоні, змінена автоматична трансмісія і система DSC.
Перше покоління вироблялося в Колумбії до кінця 2007 року (оригінальна модель виготовлялася до 2002 року) під назвою Demio, після чого була замінена на Mazda 2, яка на деяких ринках залишила назву Mazda Demio.

## Двигуни
- 1.3 л B3-ME Р4 63 к.с. (1996–1998)
- 1.5 л B5-ME Р4 75 к.с. (1996–1998)
- 1.3 л B3E Р4, 82 к.с. 108 Нм (1999–2002)
- 1.5 л B5E Р4, 99 к.с. 127 Нм (2000–2002)